# 亞蒂 (美國)
亞蒂（英語：Artie）是美國西維吉尼亞州南部羅利縣的一個非建制地區，位於帕克斯西北偏西5.5英里（8.9）。
在亞蒂有一個早於1903年10月5日就開始運作的郵局，但已於1997年2月1日關門。